# Samantha Bond
Samantha Bond (Londres, 27 de noviembre de 1961) es una actriz británica de teatro, cine y televisión. Es más conocida por su papel de Miss Moneypenny en las cuatro películas de la serie James Bond protagonizadas por Pierce Brosnan. Es la tercera actriz en interpretar al personaje, después de Lois Maxwell y Caroline Bliss.

## Biografía
Bond es hija del actor Philip Bond y Pat Sandys. Su hermana Abigail y hermano Matthew también son actores. Está casada con un colega del teatro, Alexander Hanson, con quien tiene dos hijos, Molly y Tom.

### Carrera
Apareció como invitada en la popular serie Agatha Christie's Poirot.
Bond es más activa como una actriz de películas de televisión. También es una actriz de teatro, y como miembro de la Royal Shakespeare Company trabajaba con Judi Dench, con quien posteriormente trabajaría en las películas Bond. Cuando Pierce Brosnan salió del papel del Agente 007, Samantha Bond anunció que ella no seguiría interpretando a Miss Moneypenny. Había declarado tres años antes que no quería parecer mayor que el actor con quien coqueteara.
También interpretó a Lady Rosamund Painswick, hermana del Conde de Grantham en la serie británica Downton Abbey

### Filmografía (parcial)
- 1989: Erik el Vikingo
- 1995: GoldenEye
- 1997: El mañana nunca muere
- 1998: What Rats Won't Do
- 1999: The World Is Not Enough
- 2002: Muere otro día
- 2021: The Kindred